# Anselm Reyle
Anselm Reyle (Tübingen, 1970 - ) is een kunstenaar en zakenman die in Berlijn woont en werkt.
De kunst van Reyle is abstract en formalistisch en lijkt op op-art. Hij werkt in de stijl van de abstract expressionistische Clement Greenberg. Met ca 50 tot 60 man personeel produceert Reyle verticaal gestreepte schilderijen, aluminium objecten, neon- en led-installaties voor de "Amerikaanse" markt. De meeste werken zijn kleurrijk en zonder titel. Reyle gebruikt meestal kunststoffen voor zijn reliëfs en objecten.
Sinds 1999 is Reyle betrokken bij tentoonstellingen.
- 2006 Kunsthalle Zürich (groepstentoonstelling),
- 2007 The Modern Institute, Glasgow, Schotland,
- 2008 Galerie Almine Rech, Brussel,
- 2009-2010 Acid Mothers Temple: Kunsthalle Tübingen;
- de tentoonstelling was tot april 2010 te zien in Museum Dhondt-Dhaenens in Deurle, België.